# Động lực học địa hình
Thuật ngữ động lực học địa hình được sử dụng trong địa động lực học để chỉ sự khác biệt về độ cao gây ra bởi dòng chảy trong lớp phủ của Trái đất.

## Định nghĩa
Trong địa động lực học, động lực học địa hình đề cập đến địa hình được tạo ra bởi sự chuyển động của các vùng có mức độ nổi khác nhau (đối lưu) trong lớp phủ của Trái đất. Nó cũng được coi là địa hình dư thu được bằng cách loại bỏ các đẳng tĩnh đóng góp của địa hình quan sát (ví dụ, địa hình mà không thể được giải thích bởi một trạng thái cân bằng đẳng tĩnh của lớp vỏ hoặc thạch quyển nghỉ ngơi trên một lớp vỏ chất lỏng) và tất cả các địa hình quan sát do sự phục hồi sau băng hà. Sự khác biệt về độ cao do địa hình động thường xuyên theo thứ tự từ vài trăm mét đến vài km. Các đặc điểm bề mặt quy mô lớn do địa hình động là các rặng giữa đại dương và rãnh đại dương. Các ví dụ nổi bật khác bao gồm các khu vực áp dụng các lớp phủ mantle như superswell châu Phi.
Các rặng núi giữa đại dương cao do địa hình động vì vật liệu nóng hổi bên dưới chúng đẩy chúng lên trên đáy biển xung quanh. Điều này cung cấp một động lực quan trọng trong kiến tạo mảng được gọi là sườn đẩy: năng lượng hấp dẫn tăng lên của sườn núi giữa đại dương do sự nâng cao năng động của nó làm cho nó mở rộng và đẩy thạch quyển xung quanh ra khỏi trục sườn núi. Địa hình động và các biến thể mật độ lớp phủ có thể giải thích 90% của Geoid bước sóng dài sau khithủy tĩnh ellipsoid bị loại trừ.
Động lực học địa hình là lý do tại sao Geoid cao trên các vùng có mật độ thấp. Nếu lớp phủ là tĩnh, các vùng mật độ thấp này sẽ là mức thấp Geoid. Tuy nhiên, các khu vực mật độ thấp này di chuyển lên trên trong một lớp phủ di động, đối lưu, nâng cao các giao diện mật độ như ranh giới lớp phủ lõi, sự gián đoạn 440 và 670 km và bề mặt Trái đất. Do cả mật độ và địa hình động cung cấp xấp xỉ cùng một mức độ thay đổi trong Geoid, nênkết quả Geoid là một giá trị tương đối nhỏ (là sự khác biệt giữa các số lớn nhưng tương tự nhau).

## Ví dụ
Lịch sử địa chất của cao nguyên Colorado trong 30 triệu năm qua đã bị ảnh hưởng đáng kể bởi địa hình động. Lúc đầu, từ 30 đến 15 triệu năm trước, cao nguyên đã được nâng cấp rất nhiều. Sau đó, trong một giai đoạn thứ hai, từ 15 đến 5 triệu năm trước, cao nguyên đã nghiêng về phía đông. Cuối cùng, trong 5 triệu năm qua, phần phía tây của cao nguyên đã bị nghiêng về phía tây. Cao nguyên sẽ đạt đến độ cao 1.400 m trên mực nước biển do địa hình động. Ở Patagonia, biển tiến Miocene đã được quy cho hiệu ứng kéo xuống của đối lưu lớp phủ. Biển lùi tiếp theo trong kỷ Miocen muộn và Pliocene và nâng cấp trong kỷ Đệ tứ tiếp theo ở bờ biển phía đông Patagonia có thể đã gây ra sự suy giảm đối lưu này. Địa hình động kỷ Miocene phát triển ở Patagonia phát triển như một làn sóng từ nam sang bắc sau sự dịch chuyển về phía bắc của ngã ba Chile và cửa sổ thiên văn liên quan đến nó.